# Theria nigrescens
Theria nigrescens là một loài bướm đêm trong họ Geometridae.